# 453
Năm 453 là một năm trong lịch Julius.

## Mất
- Attila